# Мукаида, Маю
Маю Мукаида (яп. 向田 真優 Мукаида Маю, род. 22 июня 1997 года) — японская спортсменка, борец вольного стиля, чемпионка Олимпийских игр 2020 в Токио, трёхкратная чемпионка мира и чемпионка Азии.

## Биография
Родилась в 1997 году. В 2014 году стала чемпионкой юношеских Олимпийских игр в Нанкине. 
В 2016 году стала чемпионкой мира. В 2017 году стала чемпионкой Азии и завоевала серебряную медаль чемпионата мира.
На предолимпийском чемпионате планеты в Казахстане в 2019 году в весовой категории до 53 кг, Маю завоевала серебряную медаль и получила олимпийскую лицензию для своего национального Олимпийского комитета.